# Supermercado

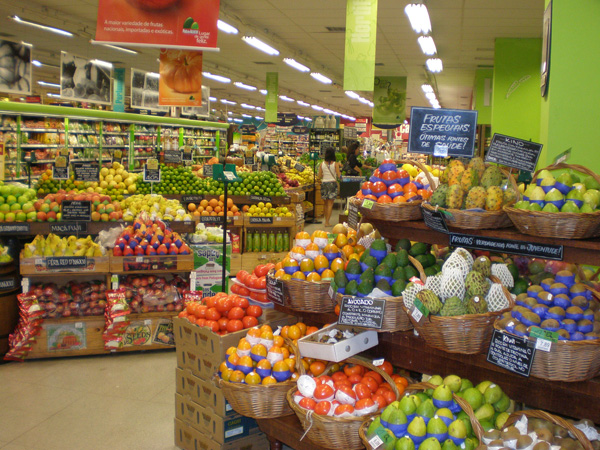
Supermercado da rede Pão de Açúcar em São Paulo, Brasil

Supermercado é um grande comércio tradicional de alimentos, com um sistema de autosserviço que oferece uma grande variedade de alimentos e produtos domésticos, organizados em corredores. É maior em tamanho e tem uma vasta seleção de uma mercearia tradicional, mas é menor e mais limitado na gama de mercadorias do que um hipermercado.

## História
Até o surgimento dos supermercados, ocorrido primeiramente nos Estados Unidos durante os anos 1930, a comercialização de alimentos e produtos de higiene e limpeza era feita por simples comércios, formados predominantemente por pequenas lojas especializadas, tais como mercearias, empórios, açougues, quitandas, lojas de secos e molhados, feiras livres entre outras. O sistema operacional era o de atendimento pessoal: vendedores e balconistas de um lado do balcão e clientes do outro. O atendente recebia o cliente e ia selecionando os produtos que ele pedia. O fado de abobrinhas cada cliente precisar se atendido por um funcionário e este ter de selecionar cada item pedido diminuía significantemente a capacidade de atendimentos dos estabelecimentos e tornava o custo operacional alto.
O desemprego, o declínio da renda e a redução do poder de compra — fatores que acompanharam a depressão do inicio da década de 30, como o Crash da Bolsa de Nova York —, foram devastadores. A indústria começou a desenvolver produtos mais baratos e o comerciante começou a encontrar um modo de revender os produtos com a margem que lhe permitisse cobrir seus custos operacionais. A solução veio em galpões antigos ou de indústrias falidas e em áreas distantes das tradicionais de mercado, onde os alugueis eram mais caros. Pensando na economia, os empregados que antes atendiam os clientes foram dispensados, agora os próprios consumidor se encarregaria de escolher e transportar suas mercadorias. Na saída dos galpões, uma caixa registradora era usada para somar os itens e efetuar o pagamento da conta, assim surgia o supermercado.

### No Brasil
A história do surgimento dos supermercados no Brasil se encontra contextualizada com o fim da Segunda Guerra Mundial (1939–1945), quando houve o avanço do imperialismo americano que se deu sobre as mais diferentes áreas da vida cultural e econômica. Com isso, o chamado american way of life ("modo de vida americano") começou a concorrer, trazendo novidades. Nele estava o novo modelo de comercialização de alimentos, o supermercado.
Os primeiros supermercados no Brasil eram sofisticados para a época, localizavam-se em bairros nobres. E teve um contrantes com os supermercados americanos, onde lá surgiram com preços baixos e voltado para a população empobrecida, no território brasileiro foi lançado como simbolo de sofisticação, avanço e modernidade, isso 20 anos depois. O pioneiro no Brasil, foi nomeado "Sirva-se" fundado em 1953 por Mário Wallace Simonsen, que na época era um dos mais importantes empresários do Brasil.

### Em Portugal
Portugal tem uma tradição histórica de comércio local que remonta ao Medievo, sendo que no século XX esse tipo de atividade comercial era dominado por mercearias que ficaram incólumes em razão da dinâmica econômica característica do Salazarismo. Os reflexos das transições político-econômico-culturais ocorridas no pós-Segunda Guerra Mundial que impactaram diversos países em distintos continentes somente vieram a atingir Portugal a partir da década de 1970, sendo a adoção do modelo de negócios representado pelos supermercados um desses reflexos.
Por esse motivo é que a introdução dos supermercados na economia portuguesa ocorreu por meio de um grupo econômico chamado Grupo Pão de Açúcar, que havia sido fundado na cidade brasileira de São Paulo, mas que pertencia ao empresário português Valentim Diniz. Este grupo "brasileiro" veio a introduzir o conceito de supermercado em seu país natal no ano de 1970, quando se associou ao grupo nacional CUF, vindo a formar a Companhia Portuguesa de Supermercados (SUPA). A SUPA abriu sua primeira loja em Lisboa, simbolicamente na Avenida Estados Unidos da América, sendo que a segunda loja veio a ser inaugurada na lisboeta Avenida de Ceuta.

## Realidade atual do setor no mundo lusófono

### Brasil
De acordo com o ranking elaborado em 2023 pela Associação Brasileira de Supermercados (ABRAS), o setor de supermercados compreende 94.706 lojas no Brasil, por onde passam diariamente 28 milhões de consumidores agregando também um total de 245,4 mil check-outs.
Os principais supermercados no Brasil, utilizando o parâmetro do faturamento como critério de ordenação, são os seguintes
| Supermercado                                             | Faturamento     | País do grupo controlador | Lojas | Empregados |
| -------------------------------------------------------- | --------------- | ------------------------- | ----- | ---------- |
| Grupo Carrefour Brasil (controlado por Groupe Carrefour) | R$ 108 bilhões  | França                    | 721   |            |
| Assaí Atacadista                                         | R$ 59,7 bilhões | França (até 2023)         | 184   |            |
| Grupo Mateus                                             | R$ 24,6 bilhões | Brasil                    |       |            |
| Grupo Pão de Açúcar (controlado por Groupe Casino)       | R$ 18,5 bilhões | França                    | 873   |            |
| Supermercados BH                                         | R$ 14 bilhões   | Brasil                    |       |            |
| Grupo Muffato                                            | R$ 12 bilhões   | Brasil                    |       |            |
| Grupo Pereira                                            | R$ 11,2 bilhões | Brasil                    |       |            |
| Cencosud                                                 | R$ 11,1 bilhões | Chile                     |       |            |
| Mart Minas & Dom Atacadista                              | R$ 8,3 bilhões  | Brasil                    |       |            |
| DMA Distribuidora                                        | R$ 7,6 bilhões  | Brasil                    |       |            |

### Portugal
Esta é uma lista dos supermercados em Portugal, mostrando o número de lojas.
| Supermercado | Lojas | País do grupo controlador |
| ------------ | ----- | ------------------------- |
| Pingo Doce   | 475   | Portugal Bélgica          |
| Minipreço    | 368   | Espanha                   |
| Continente   | 346   | Portugal                  |
| Lidl         | 274   | Alemanha                  |
| Intermarché  | 260   | França                    |
| SPAR         | 125   | Países Baixos             |
| Aldi         | 122   | Alemanha                  |
| Auchan       | 100   | França                    |
| Mercadona    | 39    | Espanha                   |
| Froiz        | 18    | Espanha                   |
| Super Cor    | 8     | Espanha                   |
| Apolónia     | 3     | Portugal                  |

## Críticas
A grande escala dos supermercados, embora muitas vezes melhore os custos e a eficiência para os clientes, pode colocar uma pressão econômica significativa sobre os fornecedores e pequenos comerciantes. Supermercados frequentemente geram considerável desperdício de alimentos, embora tecnologias modernas, como unidades de biometanização, possam processar o desperdício em uma fonte econômica de energia.